# Sulawesiwespendief
De sulawesiwespendief (Pernis celebensis, oude naam Celebeswespendief) is een roofvogel uit de familie van havikachtigen (Accipitridae). 

## Verspreiding en leefgebied
Deze soort is endemisch op het Indonesische eiland Sulawesi (voorheen Celebes) en leeft daar in tropische bossen en bergbossen.